# Рудые (Гомельская область)
Рудые (бел. Рудыя) — упразднённая деревня в Хойникском районе Гомельской области Беларуси. Входила в состав Стреличевского сельсовета.
На востоке примыкает к лесу.
В связи с радиационным загрязнением после катастрофы на Чернобыльской АЭС жители (40 семей) переселены в чистые места.

## География

### Расположение
В 16 км на юго-восток от районного центра Хойники, 19 км от железнодорожной станции (на ветке Василевичи — Хойники от линии Гомель — Калинковичи), 119 км от Гомеля.

## Транспортная сеть
Транспортные связи по просёлочной, а затем автодороге Хойники — Брагин. Планировка состоит из 4 коротких улиц, которые образуют квадрат. Застройка двусторонняя, деревянная, усадебного типа.

## История
Согласно письменным источникам известна с XVIII века как селение в Речицком повете Минского воеводства Великого княжества Литовского.
После 2-го раздела Речи Посполитой (1793 год) в составе Российской империи. В 1811 году во владении Ракитских. В 1844 году владение В. Аскерко. Согласно переписи 1897 года действовали ветряная мельница, в Микуличской волости Речицкого уезда Минской губернии.
В 1931 году жители вступили в колхоз. 25 жителей погибли на фронтах Великой Отечественной войны. Согласно переписи 1959 года входила в состав колхоза «Октябрь» (центр — деревня Бабчин).
В 2010 году деревня Рудые упразднена.

## Население

### Численность
- 2004 год — жителей нет

### Динамика
- 1834 год — 18 дворов
- 1850 год — 94 жителя
- 1897 год — 37 дворов, 227 жителей (согласно переписи)
- 1959 год — 245 жителей (согласно переписи)
- 2004 год — жителей нет